# Pfarrkirche Molzbichl

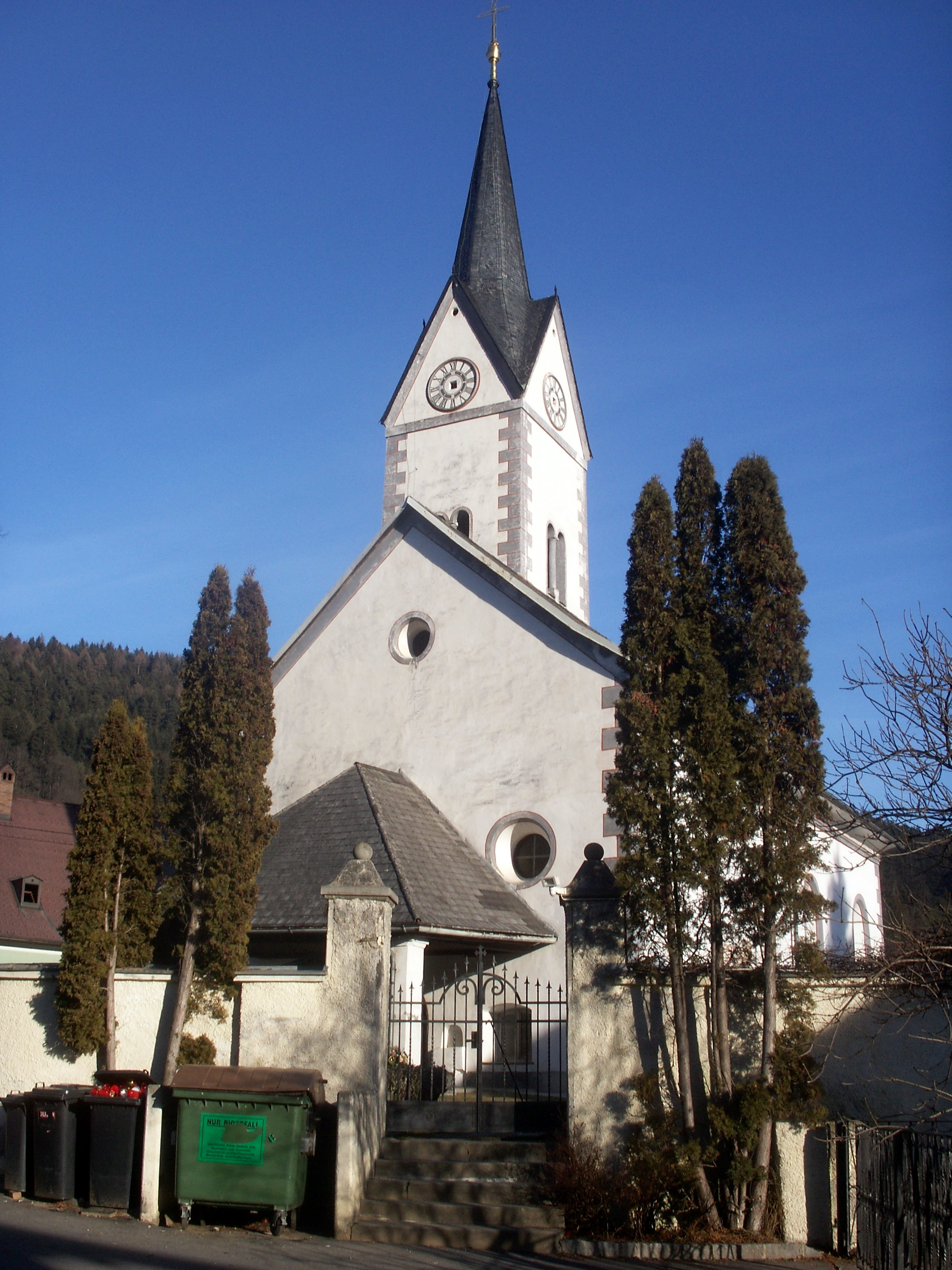
Katholische Pfarrkirche hl. Tiburtius in Molzbichl

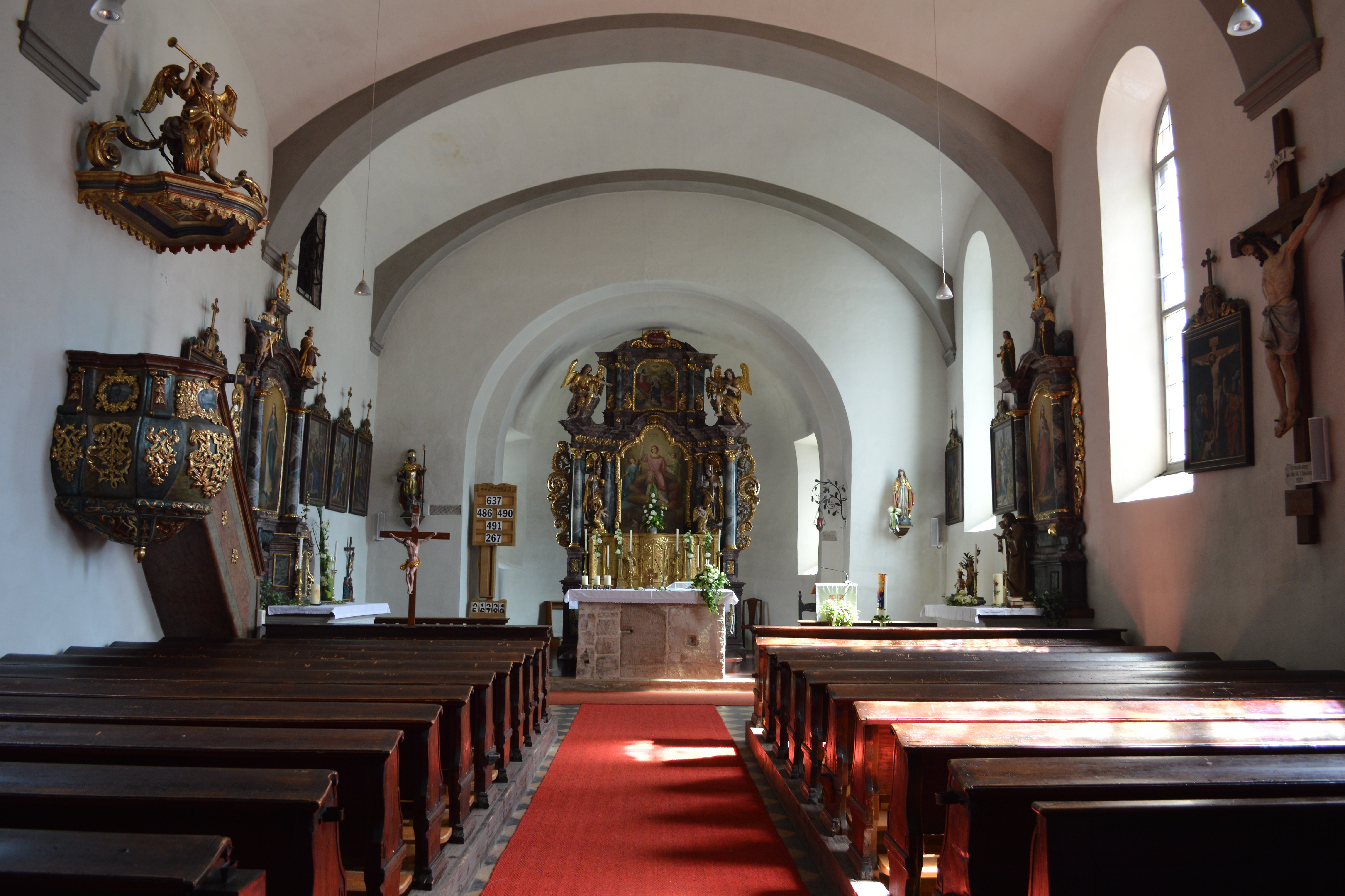
Langhaus, Blick zum Chor

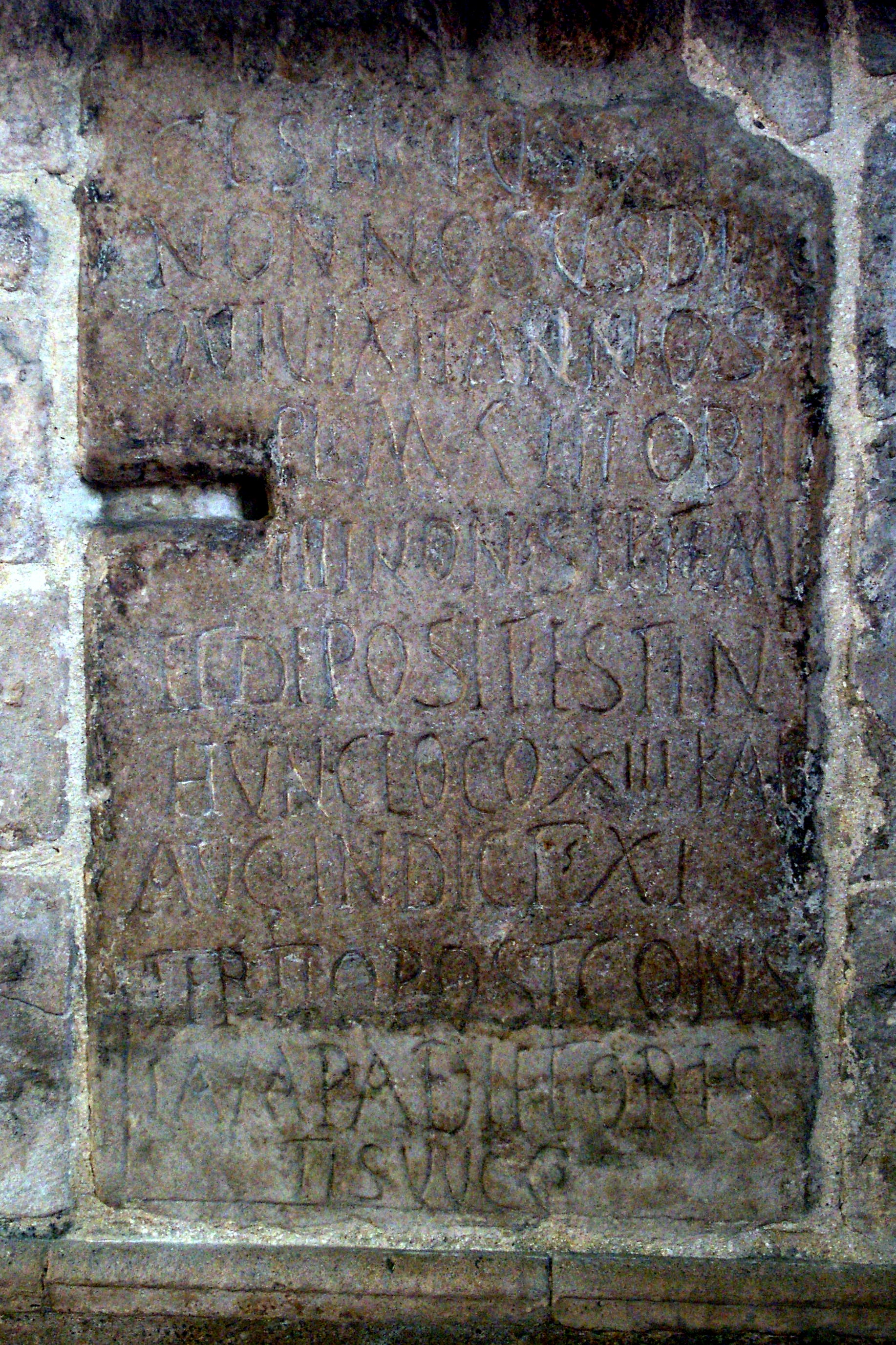
Nonosus-Inschrift

Die römisch-katholische Pfarrkirche Molzbichl steht im östlichen Teil der Ortschaft Molzbichl der Stadtgemeinde Spittal an der Drau im Bezirk Spittal an der Drau in Kärnten. Die dem Patrozinium der Heiligen Tiburtius von Rom unterstellte Kirche gehört zum Dekanat Spittal an der Drau in der Diözese Gurk-Klagenfurt. Die Kirche und der wehrhalfte Friedhof sowie Reste von Vorgängerbauten stehen unter Denkmalschutz (Listeneintrag).

## Geschichte
Die Ausgrabungen unter der Pfarrkirche zeigten eine Apsidenkirche mit einem Reliquiengrab zum Diakon Nonosus in der Apsis hinter dem Altar. In karolingischer Zeit bestand ein dem hl. Tiburtius geweihtes Kloster. Die Gründung erfolgte durch Tassilo III. zwischen 772 und 788. Die Chorschrankenanlage für die Mönche reichte bis in die Kirchenmitte, reliefierte Chorschrankenplatten als Flechtwerksteine bewahrt das Museum Carantana.
Im Altarblock des Hochaltares der Pfarrkirche wurde eine Inschrift eines frühchristlichen Reliquiengrabes entdeckt, die indirekt eine Kirchweihe im Jahr 533 belegt, anlässlich der die Reliquien des Diakon Nonosus unter dem Altar beigesetzt wurden.
Urkundlich wurde von 1060 bis 1076 eine Kirche genannt. Das Langhaus wurde nach einem Brand im Jahr 1802 wiederhergestellt.

## Architektur
Die Kirche und der Friedhof sind mit einem Restbestand von 1,40 m der ehemals hohen Wehrmauer umgeben.
Das Kirchenäußere zeigt ein vor- und frühromanisches Langhaus und eine niedrigere romanische halbrunde Apsis. Der mächtige dreigeschoßige Nordturm hat Mauerschlitze, schmale Doppelschallfenster und trägt einen Spitzgiebelhelm. Das spitzbogige spätgotische profilierte Westportal ist dem südlichen Seitenportal ähnlich. Vor der Westfront steht eine Vorhalle auf Pfeilern.
Eine Wandmalerei an der Langhausnordwand zeigt ein Wappen der Fürsten Porcia, über dem Südportal befinden sich Reste von Wandmalereien, 1977 freigelegt. In der Langhaussüdwand und in der Triumphbogenwand sind Flechtwerksteine vermauert, in der Vorhalle befinden sich römerzeitliche Relieffragmente.
Das Kircheninnere zeigt ein einschiffiges vierjochiges Langhaus unter einem Muldengewölbe, im westlichen Joch befindet sich eine Empore auf Korbbogenarkatur, im östlichen Joch befindet sich nördlich eine spätgotische Sakristeitür. Der Triumphbogen ist rundbogig. Die schmälere und niedrigere Apsiskonche ist ungegliedert.

## Einrichtung
Der zweigeschoßige Hochaltar aus dem Anfang des 18. Jahrhunderts zeigt figürlichen Schmuck der Heiligen Nikolaus und Wolfgang, Schutzengel und Erzengel Michael und reiche Akanthusornamentik, das Altarbild malte Josef Veiter 1886.
Die Seitenaltäre entstanden um 1730. Der linke Seitenaltar zeigt das Bild Herz Mariä von Josef Veiter in Klagenfurt 1885. Der rechte Seitenaltar zeigt das Bild Herz Jesu von Josef Veiter 1883.
Die Kanzel aus 1781 schuf Christian Preibl und wurde von Thadeus Köfler gefasst. An der nördlichen Triumphbogenwand befindet sich die Konsolfigur hl. Florian. Der spätgotische Taufstein trägt einen Deckel mit der spätbarocken Schnitzgruppe Taufe Christi.

## Grabdenkmäler
- Gräber des 10. Jahrhunderts befinden sich über älteren Fundamenten des ehemaligen Klosters im Pfarrgarten.